# Meyer Schapiro
Meyer Schapiro (Šiauliai, 23 settembre 1904 – New York, 3 marzo 1996) è stato uno storico dell'arte statunitense.
Fu conosciuto soprattutto per i suoi interventi a favore dell'arte moderna e per il suo approccio marxista con la storia dell'arte.
Esperto di arte romana, medievale e moderna, le relazionò sempre con la società dei rispettivi periodi.
Tra i suoi libri Armory Show (1952) e Stile, Artista e Società (1982). Fu anche professore all'Università di Harvard dal 1966 al 1967.